# Falud
Falud (1887-ig Vescsicza, szlovénül: Veščica pri Murski Soboti) falu  Szlovéniában, Muravidéken, Pomurska régióban. Közigazgatásilag  Muraszombat városi községhez tartozik.

## Fekvése
Muraszombattól két kilométerre nyugatra a Lendva jobb partján fekszik.

## Története
A települést  1365-ben "Kyusuezciche, Noguezciche" alakban említik először. Széchy Péter fia Miklós dalmát-horvát bán és testvére Domonkos erdélyi püspök kapták királyi adományul illetve cserében a Borsod vármegyei Éleskőért, Miskolcért és tartozékaikért Felsőlendvát és tartozékait, mint a magban szakadt Amadéfi János birtokát. A település a későbbi századokon át is birtokában maradt a családnak. Az 1366-os beiktatás alkalmával részletesebben kerületenként is felsorolják az ide tartozó birtokokat, melyek között a falu "Wezchycha in districtu Beelmura" alakban szerepel. A felsőlendvai uradalom belmurai kerületéhez tartozott. 1687-ben a Széchyek fiági kihalása után több birtokosa is volt.
Vályi András szerint " VESICZA, vagy Vesticza. Tót falu Vas Várm. földes Urai Kregár, és több Urak, fekszik Muray Szombathoz közel, mellynek filiája; határja középszerű."
Fényes Elek szerint "Vescsicza, vindus falu, Vas vmegyében, a muraszombati uradalomban: 109 evang., 28 kath. lak."
Vas vármegye monográfiája szerint " Falud, kis vend község, 52 házzal és 272 r. kath. és ág. ev. lakossal. Postája és távirója Muraszombat."
1910-ben 254, túlnyomórészt szlovén lakosa volt. A trianoni békeszerződésig Vas vármegye Muraszombati járásához tartozott. 1919-ben átmenetileg a Vendvidéki Köztársasághoz tartozott. Még ebben az évben a Szerb–Horvát–Szlovén Királysághoz csatolták, ami 1929-től Jugoszlávia nevet vette fel. 1941-ben átmeneti időre ismét Magyarországhoz tartozott, 1945 után visszakerült jugoszláv fennhatóság alá. 1991 óta a független Szlovénia része. 2002-ben 406 lakosa volt.

## Nevezetességei
A falu haranglába a 20. század első negyedében épült neoromán stílusban. A településen áll pünkösdi templom. Faludon a Muravidéken a legerősebb a pünkösdi közösség.